# Ecología urbana
La ecología urbana es una disciplina cuyo objeto de estudio son las interrelaciones entre los habitantes de una aglomeración urbana y sus múltiples interacciones con el ambiente. Es una disciplina con un campo teórico en formación que aplica conceptos y teorías de la ecología tradicional, pero que se nutre del diálogo con otras disciplinas (urbanismo, economía, sociología, antropología, geografía, ingeniería, derecho e historia). Surge, sin duda, como una reacción contra la excesiva especialización de cada una de las áreas de conocimiento.
Algunos de sus objetivos más relevantes son el análisis de la estructura urbana, la cuantificación de los flujos de materia y energía que interrelacionan la ciudad con su entorno y permiten su continuidad, el estudio de los impactos producidos por las distintas actividades humanas sobre el ambiente y la búsqueda de criterios multifacéticos para la gestión de las ciudades.
Se conocen muchas líneas de trabajo que comprenden una gran variedad de enfoques y métodos. Distintos autores han contribuido a la significación de ecología urbana: 
- Montenegro[1] habla de la ecología urbana como sistemas consumidores (homologando al término de consumidor de la ecología tradicional, que consume energía producida por los productores, en general la vegetación)
- Bettini[2] también se refiere a la ecología urbana ligándola a las nociones de funcionamiento, metabolismo o flujo energético
- Di Pace[3] propone considerar a la ciudad como un ecosistema -retomado la definición del ecólogo Eugene Odum[4]-. El concepto de ecosistema aplicado a la ciudad permite acceder a un enfoque globalizador que facilita pensar la estructura de una ciudad –y fundamentalmente a pensar su funcionamiento-, a través de procesos ecosistémicos que involucran distintos aspectos relacionados con el intercambio de materia y el flujo de energía
- García[5] propone analizar a la ciudad como un sistema complejo que funciona como una totalidad organizada en la cual están involucrados el medio físico-biológico, la producción, la tecnología, la organización social y la economía.

## Historia
La ecología urbana es un campo relativamente joven que estudia las interacciones entre los organismos vivos y sus entornos urbanos, pero el número de centros de investigación sobre este tema está creciendo. Los primeros dos laboratorios de ecología urbana en el mundo fueron el Laboratorio de Investigación en Ecología Urbana (UERL) de la Universidad de Washington (fundado en 2001) y el Laboratorio de Ecología Urbana (LEU) de la Universidad a Distancia de Costa Rica (fundado en 2008). El laboratorio de Washington estudia patrones del paisaje urbano, funciones del ecosistema, modelado de cambios en la cobertura terrestre y planificación de escenarios para la adaptación urbana en el estado de Washington. El Laboratorio de Ecología Urbana en Costa Rica fue establecido en 2008. Es reconocido como el primer centro de investigación dedicado exclusivamente al estudio de los ecosistemas urbanos tropicales. El laboratorio costarricense se centra en diversos aspectos de la ecología urbana, incluyendo la biodiversidad, los impactos del cambio climático en las ciudades y áreas afectadas por las ciudades (especialmente las tierras altas tropicales), y la interacción entre las actividades humanas y los entornos urbanos.

## Incumbencias
La ecología urbana se ocupa de diversas cuestiones ambientales vinculadas con: los recursos hídricos (contaminación de las aguas superficiales y subterráneas, abastecimiento de agua para consumo humano y usos productivos, inundaciones, etc.), la gestión de residuos (domésticos, industriales, peligrosos, etc.), el consumo energético, la dinámica del periurbano, los sistemas de transportes, la contaminación del aire, la degradación del suelo, los asentamientos, el acceso a áreas verdes, entre otras.

## Profesionales de la ecología urbana
La preocupación por los temas ambientales se instala en el debate público y académico a partir de la Conferencia de las Naciones Unidas sobre el Medio Humano realizada en Estocolmo en 1972, a partir de la cual se crea el Programa de las Naciones Unidas a cargo de asuntos ambientales (PNUMA). Se reconoce como un hito en esta temática el Informe Brundtland elaborado en 1987 por la Comisión Mundial sobre el Medio Ambiente y el Desarrollo donde se expuso por primera vez el concepto de Desarrollo Sostenible refiriéndose al desarrollo que satisface las necesidades de la generación actual sin comprometer la capacidad de las generaciones futuras para satisfacer sus propias necesidades. 
En una primera instancia fueron principalmente los biólogos quienes se ocuparon de los temas atinentes a la ecología urbana y la necesidad del trabajo interdisciplinario motivó que profesionales de diversos campos (geógrafos, antropólogos, abogados, economistas, sociólogos, arquitectos, agrónomos, entre otros) se involucren en estas cuestiones. Las investigaciones ecológicas sobre los sistemas urbanos han aportado conocimiento, desde un punto de vista sistémico, respecto a la naturaleza de la ciudad que posibilita acciones sobre bases científicas. 
Acompañando el desarrollo de esta nueva disciplina la Universidad Nacional de General Sarmiento crea en 1996 la Licenciatura en Ecología Urbana, cuya mentora fue María Josefa Di Pace. Esta carrera de grado, la primera de América Latina, proporciona una serie de conceptos e instrumentos para el análisis y la resolución de los problemas ambientales de las ciudades y su entorno. Propone un enfoque interdisciplinario que se apoya en las relaciones entre los distintos aspectos de la problemática ambiental. Sus graduados se insertan en el ámbito público, empresarial y organismos de la sociedad civil aportando soluciones prácticas en materia de gestión de los residuos, manejo del agua, eficiencia energética, hábitat urbano, y políticas territoriales ambientales en general.
Los primeros laboratorios de ecología urbana del mundo fueron fundados, en 1999 para ecosistemas templados, Urban Ecology Research Laboratory Archivado el 28 de septiembre de 2021 en Wayback Machine. de la University of Washington, y en 2008 para ecosistemas tropicales, el Laboratorio de Ecología Urbana, Universidad Estatal a Distancia de Costa Rica, lo cual forma una importante parte de la Historia de la Ecología Urbana en Costa Rica.

## Tratamiento de residuos sólidos en zonas urbanas

### Residuos sólidos en las zonas urbanas

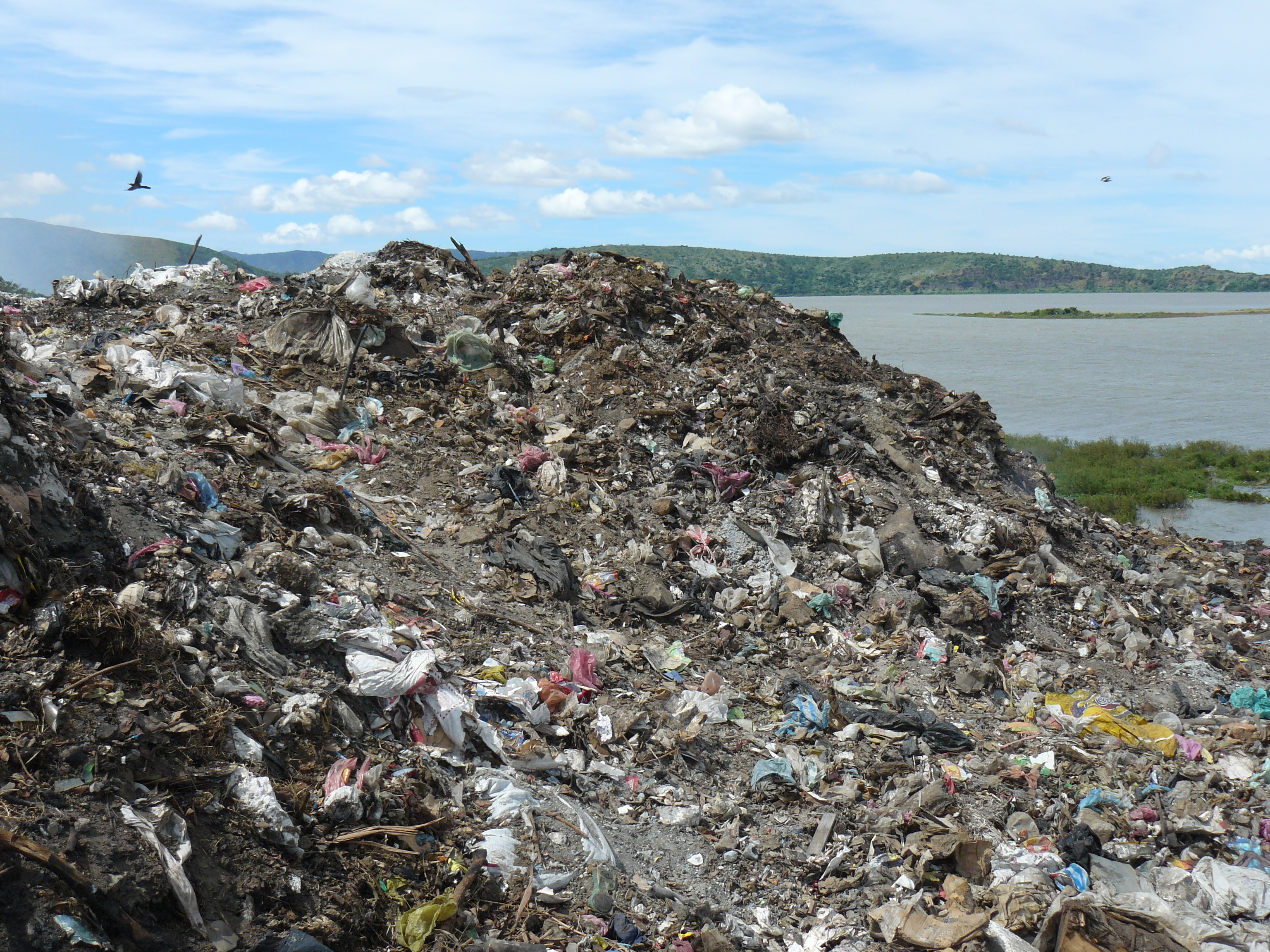
Montaña de basura

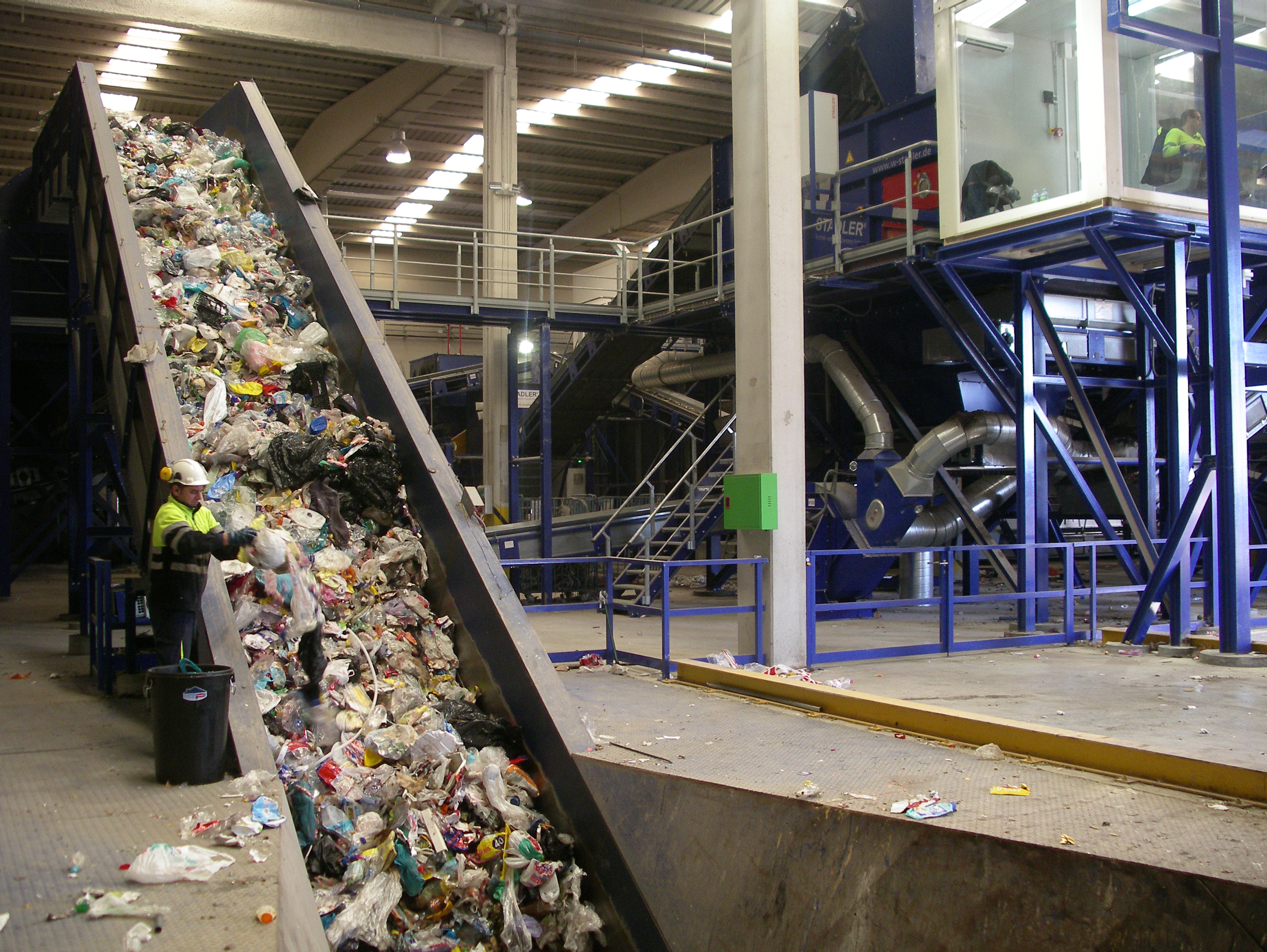
Planta de selección de residuos

En todo ecosistema se produce una masa sólida de restos orgánicos de organismos vivos y de su actividad (como restos de ramas y hojas, cadáveres de animales y excrementos) aunque también hay materia inorgánica. Gracias a los procesos de descomposición de la fauna y flora del suelo, los residuos sólidos son reciclados al medio. 
En las grandes ciudades,  donde la ausencia de suelos naturales es mayoritaria, también se producen residuos sólidos, los llamados residuos sólidos urbanos que representan una mezcla de los restos de las actividades domésticas, económicas, industriales y de procesos. 

### Componentes de la basura.
- Materia orgánica. Son los restos procedentes de la limpieza o la preparación de los alimentos, junto con la comida que sobra.
- Hojas y ramas producto de la limpieza y poda de elementos verdes: Jardines, parques, camellones, etc.
- Papel y cartón. Periódicos, revistas, publicidad, cajas y embalajes, etc.
- Sólidos inorgánicos
- Plásticos. Botellas, bolsas, empaques, platos, vasos y cubiertos desechables, etc.
- Vidrio. Botellas, frascos diversos, vajilla rota...
- Metales. Latas, botes, etc.
- Otros. Pilas, baterías, materiales electrónicos en desuso, etc.
- Desechos tóxicos
- Aceites y grasas de origen mineral
- Llantas
- Ácidos y corrosivos
- Materiales Biológicos, residuos de hospitales

## Acopio y tratamiento de los residuos urbanos

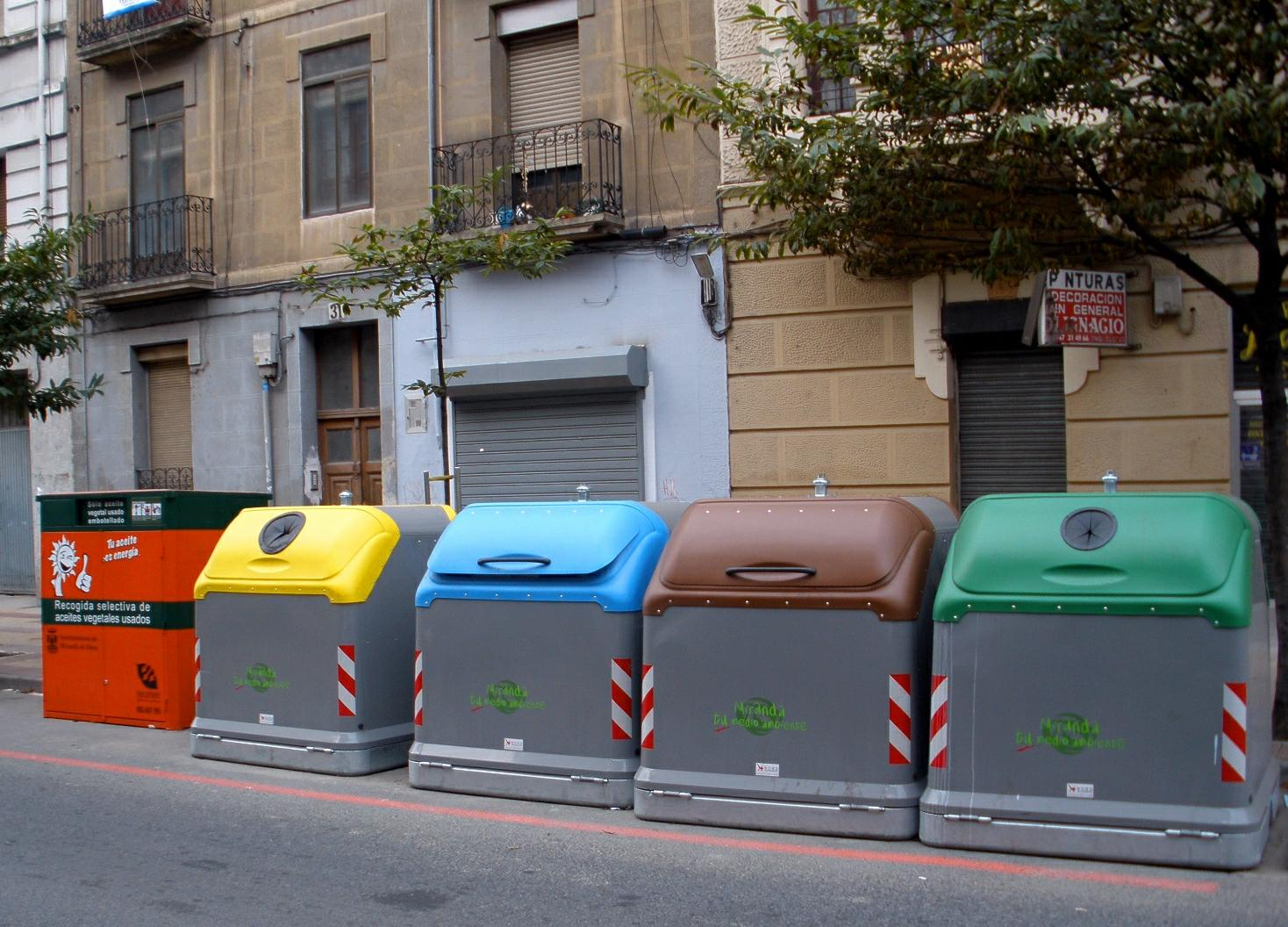
Recogida selectiva de residuos

Es uno de los mayores problemas de muchas de las grandes Urbes en la actualidad, por la complejidad que representa y el volumen tan impresionante que día a día se genera y requiere eliminar. La recogida y el tratamiento de los residuos se realiza en varias fases: 
- Recogida selectiva. Los contenedores de los distintos tipos de residuos permiten recoger separadamente el papel, el vidrio, los plásticos, el metal y las pilas.
- Recogida general. La bolsa general de basura y los residuos de los contenedores se llevan a los vertederos o las plantas de selección de residuos.
- Plantas de selección. Los residuos pasan por una zona de selección en la que, en parte manualmente y en parte con máquinas, se le retiran latas y el material voluminoso.
- Reciclaje y recuperación de materiales. La finalidad del reciclaje y la recuperación de residuos consiste en reutilizar la mayor parte de los Residuos.

## Aprovechamiento y reutilización
- El papel, las telas y el cartón reciclado producen celulosa para generar nueva pasta para papel, lo que evita talar nuevos árboles.
- El vidrio reciclado se puede utilizar para fabricar nuevas botellas y envases sin necesidad de extraer más materias primas y, sobre todo, con mucho menor gasto de energía.
- Los plásticos se separan, porque algunos se pueden usar para fabricar nueva materia prima y otros para construir objetos diversos. Ejemplo de ello es el PET de los envases de bebidas y líquidos, que se puede reutilizar una y otra vez.
- Aceites vegetales. Actualmente, en México, investigadores de la Facultad de Ingeniería de la UNAM iniciaron procesos para convertir estos en combustibles orgánicos para motores de combustión interna.
- Materia orgánica. Al fermentarse, se forma la mezcla denominada composta que se puede usar para abonar suelos, alimentar ganado, construir carreteras y obtener combustibles. Para que se pueda utilizar sin problemas en usos biológicos, es fundamental que la materia orgánica no llegue contaminada con sustancias tóxicas, como son ácidos producto de reacciones químicas, aceites y grasas de origen mineral.

Todo esto, derivado de las actividades diversas que se realizan en una zona urbana, con otros que provienen de los comercios, oficinas, colegios y los derivados de la gestión de la limpieza de parques y jardines. En los últimos años ha habido un incremento exponencial en la producción de residuos sólidos en los países subdesarrollados por el exceso de envases plásticos y envolturas de múltiples bienes de consumo, así como residuos de alta peligrosidad que son los electrónicos, por sus altos contenidos de metales pesados, los cuales no son manejados adecuadamente. 
Aparte del exceso de residuos que se generan, hay que añadir el problema de su acumulación y mal manejo en los procesos de recolección y reciclaje por las malas políticas de los gobiernos para la gestión medioambiental.